# Stictopisthus bilineatus
Stictopisthus bilineatus là một loài tò vò trong họ Ichneumonidae.